# Václav Snopek
Václav Snopek (* 20. srpna 1951 Vysoké Mýto) je český politik KSČM, v letech 2006 až 2010 a opět pak v letech 2013 až 2017 poslanec Poslanecké sněmovny PČR, v letech 2004 až 2008 a opět 2012 až 2020 zastupitel Pardubického kraje, od roku 1994 zastupitel města Pardubice.

## Vzdělání, profese a rodina
Vyučil se automechanikem, později odmaturoval na SPŠ strojnické v Pardubicích. Později vystudoval Ruský státní sociální institut Moskva a v letech 1988 – 1993 Moskevskou státní Univerzitu společenských věd. Původně se živil jako automechanik, po studiích se věnoval sociologii.
S manželkou Zdenkou vychoval syna Lukáše a dceru Kateřinu.

## Politická kariéra
V komunálních volbách roku 1994, komunálních volbách roku 1998, komunálních volbách roku 2002, komunálních volbách roku 2006, komunálních volbách roku 2010 a komunálních volbách roku 2014 (lídr kandidátky) byl zvolen za KSČM do zastupitelstva města Pardubice. Profesně se k roku 1998 uváděl jako předseda OV KSČM, následně coby sociolog. V komunálních volbách roku 1994 byl zvolen do zastupitelstva městského obvodu Pardubice I.
V senátních volbách 1998, volbách 2004 a volbách 2010 neúspěšně usiloval o zvolení do horní komory parlamentu za obvod č. 43 – Pardubice, ani jednou se nedostal do druhého kola voleb. Ve volbách roku 2010 se ziskem 11,18 % hlasů obsadil 5. místo a nepostoupil do 2. kola volby.
V krajských volbách roku 2004 byl zvolen do Zastupitelstva Pardubického kraje za KSČM. Mandát krajského zastupitele opětovně získal v krajských volbách roku 2012. Ve volbách v roce 2016 svůj mandát za KSČM obhájil. Na kandidátce byl původně na 8. místě, ale vlivem preferenčních hlasů skončil třetí. Také ve volbách v roce 2020 obhajoval post krajského zastupitele, ale tentokrát již neuspěl.
K roku 2006 se uváděl jako předseda Krajské rady KSČM.
V roce 2006 získal mandát člena dolní komory českého parlamentu, kde pracoval v Hospodářském a Kontrolním výboru. Ve volbách 2010 svůj mandát neobhájil, přestože stál v čele kandidátky, ovšem díky preferenčním hlasům jej překonala Květa Končická, u níž po volbách začal pracovat jako asistent. Ve volbách v roce 2013 byl znovu zvolen poslancem.
Ve volbách do Poslanecké sněmovny PČR v roce 2017 byl lídrem KSČM v Pardubickém kraji. Pozici poslance však neobhájil, jelikož strana získala v kraji pouze jeden mandát a vlivem preferenčních hlasů jej přeskočila stranická kolegyně Květa Matušovská.